# Mokolodi
Mokolodi est une ville du Botswana.